# Moon Kyung-eun
Dans ce nom coréen, le nom de famille, Moon, précède le nom personnel.
Moon Kyung-Eun, (en coréen : 문경은), né le 27 août 1971 à Séoul, en Corée du Sud, est un ancien joueur sud-coréen de basket-ball. Il évolue durant sa carrière au poste d'ailier.